# Pseudostigmidium fumosum
Pseudostigmidium fumosum är en svampart som beskrevs av Etayo 2008. Pseudostigmidium fumosum ingår i släktet Pseudostigmidium och familjen Mycosphaerellaceae.   Inga underarter finns listade i Catalogue of Life.